# (1183) Jutta
(1183) Jutta est un astéroïde de la ceinture principale découvert le 22 février 1930 par l'astronome allemand Karl Wilhelm Reinmuth. Le lieu de découverte est Heidelberg (024). Sa désignation provisoire était 1930 DC.